# Бибишков, Марсел
Ма́рсел Кру́мов Би́бишков (болг. Марсел Крумов Бибишков; 11 апреля 2007, София) — болгарский футболист, нападающий клуба «Йорк Юнайтед».

## Клубная карьера
Марсел родился в Софии, и является сыном бывшего игрока сборной Болгарии Крума Бибишкова. Он начал свою карьеру в Академии DIT Sofia, а затем переехал со своей семьёй в Торонто. Он присоединился к Canada First Academy, где его тренировал его отец, а затем перешёл в «Торонто». После нескольких неудачных попыток в Италии он снова тренировался под опекой отца, на этот раз в его академической команде в 2019 году.
В июне 2022 года он вернулся в Болгарию и подписал контракт с «Пирином» из Благоевграда. Дебютировал за «Пирин» в возрасте 15 лет 19 ноября 2022 года в кубковом матче против «Чавдара». В чемпионате Болгарии дебютировал 5 марта 2023 года в матче против «Лудогорца».
В июле 2023 года, после успешного просмотра, подписал контракт с академией «Ювентуса».

## Карьера в сборной
Марсел имеет двойное гражданство, что делает его доступным как для сборной Болгарии, так и для сборной Канады. Он получил свой первый вызов в сборную Болгарии до 16 лет в 2022 году и забил свой первый гол в товарищеском матче против Северной Македонии 23 марта 2023 года.